# Johann Joseph Fux
Johann Joseph Fux (Hirtenfeld, Estiria, 1660 - Viena, 13 de febrero de 1741). Compositor, teórico de la música y pedagogo austríaco del último periodo del Barroco.

## Biografía
Descendiente de una familia de campesinos, se desconocen los datos sobre su infancia y juventud. Se sabe que el 22 de mayo de 1680 se matriculó en la universidad de los jesuitas de Graz. Su talento musical llegó a ser evidente; a partir del 22 de febrero de 1682 fue también alumno del Ferdinandeum, que abandonó en 1684 en oscuras circunstancias. Fue asimismo organista en St. Moritz hasta 1688. Durante este período debió viajar a Italia, tal como demuestra la influencia en su obra de Arcangelo Corelli y compositores boloñeses.
En 1690 estando en Viena atrajo la atención del emperador Leopoldo I, quien quedó tan impresionado que a partir de ese momento le ayudó en su carrera musical. Fue organista de la Schottenkirche (1696-1702). En 1698 fue nombrado compositor de la corte. Hacia 1700 viajó de nuevo a Roma, donde adquirió veneración por Giovanni Pierluigi da Palestrina. De regreso en Viena, fue segundo (1705-1713) y después primer maestro de capilla de la Catedral de San Esteban. En 1713 llegó a ser vicemaestro de capilla de Carlos VI y maestro de capilla de la emperatriz viuda Wilhelmina Amalia. En 1715 sucedió a Marc’Antonio Ziani en las funciones de maestro de capilla en la Corte y conservó este puesto hasta su muerte.

## Su obra
Escribió 25 obras para teclado, 63 sonatas a 3, 15 sonatas a 4, 15 sonatas de orquesta, 110 misas y fragmentos de misas, 64 vísperas y salmos, 24 letanías, 6 Te Deum, 200 composiciones religiosas menores, 15 oratorios y 21 óperas.
La obra de Fux representa la cúspide del Barroco austríaco y le supuso, incluso en vida, una fama europea. Su estilo está marcado por un fuerte tradicionalismo (escritura polifónica) y al mismo tiempo ofrece rasgos más modernos (estilo napolitano).
Fux debe parte de su renombre contemporáneo y póstumo a su tratado Gradus ad Parnassum, que, planteando su estudio por "especies", sirvió de base para todos los tratados de contrapunto hasta la época actual. Esta obra redactada en latín alcanzó un éxito considerable y fue traducida a varias lenguas: alemán, francés, italiano, inglés; está escrita en forma de diálogo entre el maestro (Aloisio, latinización de Luigi, en referencia a Palestrina) y el discípulo José (personificación del propio Fux).
Es el tratado de contrapunto más completo de su tiempo y fue valorado como tal por algunos compositores como Haydn (que trabajó meticulosamente cada uno de sus ejercicios), J.S. Bach, Beethoven y Mozart (que fue instruido por su padre con dicho manual).
En la actualidad el teórico R. O. Morris durante todo el primer capítulo de su libro"Técnica Contrapuntística del siglo XVI" critica el hecho de que aunque haya sido el Tratado de Fux el tratado de "moda" en su época, tiene problemas serios de no hacer honor a Lassus y Palestrina y por lo tanto a la realidad del Renacimiento, "en cuanto a las 5 especies, se necesita un abogado más diestro que el presente autor para encontrar una defensa plausible a ellas. Causan daño desmedido al declarar abiertamente que enseñan al estudiante la variedad del ritmo cuando en realidad todo lo que admiten es una cierta variedad de figuras rítmicas dispuestas entre acentos métricos que ocurren regularmente" (Morris,p.4)
El libro de Fux fue objeto de exagerados halagos, No se puede negar que el orden establecido en él para la progresividad del estudio es excelente, racional y fundado sobre un sistema muy bueno de análisis del arte de la composición; de hecho fue apreciado a tal punto que todos los tratados de contrapunto y fuga publicados posteriormente repropusieron su esquema, si bien los detalles fueron perfeccionándose con el transcurso del tiempo.
Este tratado sirvió también de fundamento teórico para la primera composición musical asistida para ordenador, de L.Hiller y L. Isaacson en 1956.